# Liste d'artistes néo-zélandais
Ce qui suit est une liste d'artistes néo-zélandais .
- Haut – A
- B
- C
- D
- E
- F
- G
- H
- I
- J
- K
- L
- M
- N
- O
- P
- Q
- R
- S
- T
- U
- V
- W
- X
- Y
- Z

## A
- Zena Abbott - tisserand
- Laurence Aberhart - photographe
- Mark Adams - photographe
- Chrystabel Aitken - sculpteur et bijoutier
- Gretchen Albrecht - peintre
- Peter Alger - céramiste
- Gladys Anderson - peintre
- Thomas Andrew - photographe
- Rita Angus - peintre du XXe siècle
- Billy Apple - artiste pop et artiste conceptuel
- Tanya Ashken - sculpteur et bijoutier
- Raewyn Atkinson - céramiste

## B
- John Badcock - artiste contemporain
- Chris Bailey - sculpteur et sculpteur
- Murray Ball - dessinateur
- George Baloghy - peintre
- William Bambridge
- Ria Bancroft - sculpteur
- Barry Barclay - cinéaste
- Nola Barron - potier
- Paul Beadle - sculpteur
- William Beetham - Portraitiste du XIXe siècle
- Pauline Bern - bijoutier
- Phyllis Drummond Bethune - peintre
- Don Binney - peintre
- Vivien Bishop - peintre
- Lisa Black - sculpteur
- Margery Blackman - tisserand
- Eden Bleazard - peintre
- Charles Blomfield - peintre du XIXe siècle
- Constance Bolton - peintre
- Levi Borgstrom - tourneur sur bois
- Kobi Bosshard - bijoutier
- Christine Boswijk - céramiste
- Brian Brake - photographe
- William Brassington - tailleur de pierre et sculpteur
- Freda Brierley - tisserand
- David Brokenshire - céramiste
- Helen Brown - peintre
- Nigel Brown - peintre
- Kathleen Browne - peintre
- Grace Butler - peintre
- Margaret Butler - sculpteur

## C
- Jenny Campbell - peintre
- Rosemary Campbell (née en 1944), peintre
- Emma Camden - Verrerie
- Len Castle - potier
- Ruth Castle - tisserand
- Chris Charteris - bijoutier
- Garth Chester - designer de meubles
- Madeleine Child - céramiste
- Raymond Ching - peintre
- Bessie Christie - peintre
- Philip Clairmont - peintre
- Fiona Clark - photographe
- Octavia Cook - bijoutier
- Jim Cooper - céramiste
- Stella Corkery - peintre
- Paerau Corneal - céramiste
- Bronwynne Cornish
- Shane Cotton - peintre
- Roy Cowan - céramiste et graveur
- John Crichton - designer de meubles
- Ann Culy - bijoutier
- Vera Cummings - peintre
- Betty Curnow - peintre et graveuse

## D
- Philip Dadson - artiste média
- Andrea Daly - bijoutier
- Judy Darragh - sculpture / installation
- May Davis - céramiste
- Neil Dawson - sculpteur
- Melvin Day - peintre et universitaire
- Fran Dibble - peintre et sculpteur
- Paul Dibble - sculpteur
- John Drawbridge - muraliste
- Alison Duff - sculpteur

## E
- Audrey Eagle - peintre, illustratrice botanique
- Claudia Pond Eyley - peintre, cinéaste

## F
- Jacqueline Fahey - peintre et écrivain
- Richard Fairgray - auteur et illustrateur
- David Farquhar - compositeur
- Charles Fell - peintre
- Fatu Feu'u - peintre
- Di Ffrench - artiste de la photographie et de la performance
- Ivy Fife - peintre
- Fane Flaws - peintre, musicien et artiste multimédia
- Tony Fomison - peintre
- Selina Foote - peintre
- Jacqueline Fraser - sculpteur et artiste d'installation
- Warwick Freeman - bijoutier
- Marti Friedlander - photographe
- Karl Fritsch - bijoutier
- Dick Frizzell - graveur, peintre du XXe siècle
- Steve Fullmer - céramiste

## G
- Briar Gardner - céramiste
- Rosalie Gascoigne
- Suzanne Goldberg - peintre
- Charles Goldie - peintre du XIXe siècle
- Star Gossage - peintre
- Kohai Grace - tisserand
- Lyonel Grant - sculpteur et sculpteur
- Virginia Grayson - dessinatrice du XXe siècle et XXIe siècle
- Aston Greathead - artiste du XXe siècle
- James Greig - potier
- John Gully - peintre du XIXe siècle

## H
- Bill Hammond - peintre
- Claire Harris - photographe et artiste
- Emily Cumming Harris - peintre
- Jeffrey Harris - peintre
- Malcolm Harrison - artiste textile
- Niki Hastings-McFall - artiste et bijoutier
- Rhona Haszard - peintre
- Charles Heaphy - peintre du XIXe siècle
- Christine Hellyar - sculpteur et artiste d'installation
- Louise Henderson - peintre du XXe siècle
- Veranoa Hetet - tisserand
- Avis Higgs - designer textile
- Mabel Hill - peintre
- Gavin Hitchings - bijoutier
- Frances Hodgkins - peintre
- Ola et Marie Höglund - artiste verrier
- Esther Studholme Hope - peintre
- Jean Horsley - peintre
- Ralph Hotere - peintre, éducateur

## J
- Nicola Jackson - peintre
- Ellen Jeffreys - peintre
- Jess Johnson – dessinateur, animateur

## K
- Robyn Kahukiwa
- Emily Karaka
- Felix Runcie Kelly - peintre, muraliste, dessinateur
- Robyn E. Kenealy - créateur de bande dessinée
- Richard Killeen - peintre
- Martha King - peintre
- Rangi Kipa - sculpteur et sculpteur
- Tony Kuepfer - artiste verrier

## L
- Lily Laita - peintre
- Maureen Lander - tisserande et artiste de l'installation
- Peter Lange - céramiste
- Saskia Leek - peintre
- Karl Leonard - sculpteur et tisserand
- Gottfried Lindauer - peintre du XIXe siècle
- Ida Mary Lough - tisserand
- Phillip Luxton - céramiste
- Len Lye - sculpteur du XXe siècle, cinéaste expérimental
- Vivian Lynn - sculpteur, artiste en papier et en installation

## M
- Douglas MacDiarmid - peintre
- Molly Macalister - sculpteur
- Marian Maguire - lithographe
- Sam Mahon - sculpteur
- Mike Mayhew - peintre
- Toi Te Rito Maihi - tisserand
- Dorothy Manning (Waters née Manning) - peintre
- Edgar Mansfield - relieur
- Owen Mapp - graveur et sculpteur
- Josiah Martin - photographe du XIXe siècle
- Colin McCahon - peintre, conservateur de musée, enseignant
- Elizabeth McClure - artiste verrière
- Shona McFarlane - peintre du XXe siècle
- Royce McGlashen - céramiste
- Peter McIntyre - peintre du XXe siècle
- Raymond McIntyre - artiste et critique d'art du XXe siècle
- Matthew McIntyre-Wilson - bijoutier
- Lois McIvor - peintre
- Tui McLauchlan - peintre
- Judy Millar - peintre
- Marjory Mills - aquarelliste, brodeuse
- Margaret Milne - céramiste
- Sofia Minson - peintre
- Merata Mita - réalisatrice maorie
- Shona Moller - peintre
- Tim Molloy - dessinateur
- Geoff Moon - photographe
- Robin Morrison - photographe
- Elise Mourant - peintre
- Milan Mrkusich - peintre
- Mary McIntyre - peintre

## N
- James Nairn - peintre
- Manos Nathan - céramiste
- Chester Nealie - céramiste
- GP Nerli - peintre
- Indira Neville - artiste de bande dessinée
- Guy Ngan - peintre et sculpteur
- Peter Nicholls - sculpteur

## O
- Alfred Henry O'Keeffe - artiste
- Ani O'Neill - artiste
- Richard Orjis - artiste

## P
- Pacific Sisters - artistes
- Alvin Pankhurst - peintre
- Fiona Pardington - photographe
- Michael Parekowhai - sculpteur
- John Parker - céramiste
- JS Parker , peintre
- Richard Parker - céramiste
- Tania Patterson - bijoutier
- Edward William Payton - photographe et peintre
- Johnny Penisula - artiste
- Graham Percy - artiste, illustrateur
- Juliet Peter - céramiste, illustratrice, graveuse, peintre
- Séraphine Pick
- Kim Pieters
- Philip Robert Presants - chromolithographe
- Alan Preston - bijoutier
- Phil Price - sculpteur
- John Pule - artiste, écrivain

## R
- Lisa Reihana - photographe
- Saffronn Te Ratana - peintre
- Pauline Rhodes - sculpteur, photographe et artiste d'installation
- Baye Riddell - céramiste
- Dorothy Robertson - peintre
- Horatio Gordon Robley - Dessinateur et aquarelliste du XIXe siècle
- Helen Rockel - peintre
- Rick Rudd - céramiste
- Frances Rutherford - peintre

## S
- Kathleen Salmond - peintre
- E. Rosa Sawtell - peintre
- Theo Schoon - peintre, sculpteur, photographe
- Emily Schuster - tisserande
- Ian Scott - peintre
- Alfred Sharpe - peintre du XIXe siècle
- Joe Sheehan - bijoutier
- Carole Shepheard - graveuse
- Jeena Shin - peintre
- Emily Siddell - artiste en techniques mixtes
- Peter Siddell - peintre du XXe siècle
- Sylvia Siddell - peintre
- Freda Simmonds - peintre
- Susan Skerman - peintre
- Michael Smither - peintre et sculpteur
- Katherine Smyth - céramiste
- Ella Spicer - peintre
- Peggy Spicer - peintre
- Vida Steinert - peintre
- Helen Stewart - peintre
- Peter Stichbury - peintre du XXe siècle
- Justin Summerton - peintre
- Grahame Sydney - peintre du XXe siècle

## T
- Wi Taepa - céramiste
- Suzanne Tamaki - artiste
- Alfred John Tattersall - photographe
- Mary Taylor - peintre et graveur
- Sydney Lough Thompson - peintre
- Ernest Heber Thompson - peintre
- Pauline Thompson - peintre
- Yvonne Todd - photographe
- Mollie Tripe - peintre
- Barry Noel Thomas - occupant conceptuel [1]
- Michel Tuffery - artiste
- Marion Tylee - peintre

## U
- Colleen Waata Urlich - céramiste

## V
- Petrus Van der Velden - peintre du XXe siècle
- Bianca van Rangelrooy - peintre, sculpteur
- Juliet Valpy - peintre

## W
- Lisa Walker - bijoutier
- Edith Wall - peintre
- Elizabeth Wallwork - peintre
- Gordon Walters - artiste et graphiste
- Chris Weaver - céramiste
- Ben Webb - artiste du XXe siècle
- Marilynn Webb - graveuse, peintre
- Tao Wells - conceptualiste communautaire
- Ans Westra - photographe
- Areta Wilkinson - bijoutier
- Howard Williams
- Judy McIntosh Wilson - sculpteur et artiste d'installation
- Mary Wirepa - peintre
- Christina Wirihana - tisserand
- Merilyn Wiseman - céramiste
- Brent Wong - peintre surréaliste
- Sina Woolcott - potier
- Toss Woollaston - peintre
- Robert Henry Wynyard - artiste du XIXe siècle

## Y
- Wayne Youle - artiste multimédia contemporain
- Adele Younghusband - artiste et photographe

## Z
- Beth Zanders - peintre